# Macrosiphoniella pennsylvanica
Macrosiphoniella pennsylvanica är en insektsart som först beskrevs av Pepper 1950.  Macrosiphoniella pennsylvanica ingår i släktet Macrosiphoniella och familjen långrörsbladlöss. Inga underarter finns listade i Catalogue of Life.